# Adolf Adam
Adolf Adam (19. března 1912 Dietesheim – 16. prosince 2005 Mainz-Finthen) byl německý římskokatolický duchovní, prelát, pastorální teolog a liturgista.

## Život
Vystudoval teologii v Mohuči a na kněze byl vysvěcen 6. ledna 1937 v mohučské katedrále biskupem Dr. Albertem Stohrem, v období náboženského pronásledování nacistickým režimem. Jeho první služba bylo kaplanské místo v Mainz-Kostheim. Dále během II. světové války působil v Ober-Mörlen, Heppenheim (Bergstraße) a Lorsch. Jako mladý kaplan byl Adam několikrát vyslýchán z důvodu svého mladí a disidentských promluv. V roce 1941 byl vzat tři týdny do „ochranné vazby“. Před Adamovým převozem z věznice Giessen do Dachau byl zadržován ve vězení v Darmstadt kaplan Josef Gremm z Viernheimu, který za cenu velkého osobního rizika spálil Adamovy záznamy.
Po skončení války byl prvních 14 let jako učitelem náboženství na Schlossgymnasium v Mohuči. Kromě obvyklých povinností byl vězeňským kaplanem, měl na starosti mohučskou mládež, byl diecézním kaplanem pro Bund Neudeutschland a vedoucí semináře studentů učitelství.
V roce 1956 získal na mohučské univerzitě Johannes Gutenberg-Universität za práci pojednávající o historii dogmatu: Svátost biřmování podle Tomáše Akvinského (něm. Das Sakrament der Firmung nach Thomas von Aquin). V roce 1959 habilitoval na bonnské univerzitě Friedrich-Wilhelms-Universität prací Biřmování a pastorace: Pastorální teologie a studie náboženské vzdělání o svátosti biřmování (něm. Firmung und Seelsorge: Pastoraltheologie und religionspädagogische Untersuchungen zum Sakrament der Firmung).
V letech 1960-1977 byl profesorem a ordinařem praktické teologie a vyučoval liturgiku a homiletiku; v letech 1963-1965 byl také děkanem na katolické fakultě Johannes Gutenberg-Universität v Mohuči a v letech 1967-1969 byl na univerzitě v Mohuči rektorem.
Publikoval řadu publikací, zejména Význam a historie liturgie (něm. Sinn und Geschichte der Liturgie) a Příprava liturgie (Grundrisse der Liturgie), které se staly standardními díly moderní katolické kněžské formace.
V roce 1985 za svou činnost byl oceněn za svou práci titulem čestného papežského preláta. V roce 1990 získal cenu německého liturgického ústavu.

## Těžiště díla
Usiloval v první řadě o vědecké zpracování a zpřístupnění křesťanské bohoslužby. Ve svých spisech, jimiž zasáhl širokou čtenářskou obec, a které byly přeloženy do několika jazyků, se věnoval obnovené liturgii po II. vatikánském koncilu.
Zasazoval se, zejména v posledních dvou letech života, o dvě záležitosti: pevné datum Velikonoc a zavedení svátku integrity (celistvosti) stvoření.

## Výběr z díla
- Die Messe in neuer Gestalt, 1973
- Sinn und Gestalt der Sakramente, 1975
- Grundriß Liturgie, 1985; česky Liturgika. Křesťanská bohoslužba a její vývoj, 2001
- Ethik der Jagd, 1995
- Das Kirchenjahr mitfeiern, 1995; česky Liturgický rok. Historický vývoj a současná praxe, 1998